# 380 Dywizja Strzelecka (ZSRR)
380 Dywizja Strzelecka (ros. 380-я стрелковая дивизия) – związek taktyczny (dywizja) Armii Czerwonej.

## Historia i szlak bojowy
Sformowana w ramach generalnej mobilizacji w ZSRR wobec niemieckiej inwazji. 380 DS powstała w Sławgorodzie na Syberii w sierpniu 1941, w listopadzie przeniesiona do Tatarska, od grudnia walczyła na froncie przeciwko Niemcom.
1943
W lutym 1943 weszła w skład 1 Armii Uderzeniowej nacierając na Diemiansk. Latem tegoż roku już w składzie 3 Armii uczestniczyła w ofensywie na Orzeł i jako jedna z trzech radzieckich dywizji została uznana za wyzwolicieli tego miasta.
1944
W 1944 dywizja uczestniczyła w wyzwoleniu Białorusi, w składzie 50 Armii i 2 Frontu Białoruskiego. Pokonując niemiecką 337 DP, 380 DS sforsowała Druć i skierowała się na Mińsk, a następnie ku Polsce, osiągając rubież rzeki Narew.
1945
W 1945, w składzie 49 Armii, począwszy od 14 stycznia dywizja wzięła udział w uderzeniu na Mazury, działając na północno-zachodnim brzegu Narewi. W lutym kontynuowała działania zaczepne zajmując Sominy (wieś w województwie pomorskim).
W kwietniu 380 DS forsowała Odrę z okolic Krzypnicy i wsi Ognica, mając u boku 42 DS. Wojnę zakończyła w Grabowie w Meklemburgii, nawiązując kontakt z Brytyjczykami.
Rozwiązana na miejscu, 29 maja 1945.